# Daiki Wakamatsu
Daiki Wakamatsu (若松 大樹 Wakamatsu Daiki?, nacido el 2 de agosto de 1976 en Aichi) es un exfutbolista japonés. Jugaba de defensa y su último club fue el Omiya Ardija de Japón.

## Trayectoria

### Clubes
| Club                | País  | Año         |
| ------------------- | ----- | ----------- |
| Cosmo Oil Yokkaichi | Japón | 1995 - 1996 |
| Montedio Yamagata   | Japón | 1997 - 1998 |
| Shimizu S-Pulse     | Japón | 1998        |
| Oita Trinita        | Japón | 1999 - 2003 |
| Omiya Ardija        | Japón | 2004        |

## Palmarés

### Títulos nacionales
| Título    | Club         | País  | Año  |
| --------- | ------------ | ----- | ---- |
| J2 League | Oita Trinita | Japón | 2002 |